# Soukous Makhoul
Soukous Makhoul est un chanteur, auteur-compositeur et producteur camerounais d'origine libanaise. Il est fondateur et directeur général de la maison de production SM prod.

## Biographie

### Enfance, éducation et débuts
Soukous Makhoul est originaire du Liban.

### Parcours musical
Il évolue avec son groupe Les Sénateurs du Ndombolo. Il participe à plusieurs concerts,.
Après plusieurs années d'expérience en tant que musicien, il se lance dans la production musicale en ouvrant sa propre maison de production, SM Prod.

## Prix et distinctions
En 2015, lors de la 10ème édition de la cérémonie de canal 2’Or, il reçoit un trophée.

## Style musical et influences
Il est très vite attiré par le makossa et le ndombolo.

## Vie privée
Il est marié avec une camerounaise.

## Discographie
- 2019 : Bolingo
- 2019 : Authenticité

### Collaboration
- 2021 : Rêve d'amour avec Souga Sylvie

### Concerts
2019: Invité au concert de Ferre Gola